# Рат, Гизела Агнесса фон
Гизела Агнесса фон Рат (нем. Gisela Agnes von Rath; 9 октября 1669, Клайнвюлькниц — 12 марта 1740, Нинбург) — немецкая дворянка, княгиня Ангальт-Кётенская, рейхсграфиня Нинбургская с 1694 года. Регент Ангальт-Кётена в 1704—1715 годах при сыне Леопольде.

## Биография
Гизела Агнесса происходила из старинного рода поместных дворян лютеранского вероисповедания. Отец — Бальтазар Вильгельм фон Рат являлся наследным владельцем Клейвюлькница, мать Магдалена Доротея — из рода Вутенау. Дед Гизелы Агнессы Вильгельм фон Рат служил командиром в войсках Ангальт-Кётена в Тридцатилетнюю войну под началом князя Людвига I Ангальт-Кётенского.
Принц Эмануэль Лебрехт Ангальт-Кётенский ещё в юности влюбился в Гизелу Агнессу фон Рат. Его мать княгиня Элеонора поначалу пыталась препятствовать этой неравнородной связи и отправила Гизелу Агнессу к сестре в Штадтхаген. После прихода к власти князь Эмануэль Лебрехт незамедлительно вернул Гизелу Агнессу в Кётен и женился на ней без всякой огласки 30 сентября 1692 года.
Тайно совершённое морганатическое венчание князя реформистского вероисповедания с лютеранкой из низшего дворянства вызвало большой протест со стороны реформистской церкви и княжеского дома. Потомки Эмануэля Лебрехта и Гизелы Агнессы по мужской линии были официально признаны ангальтским князьями только в 1698 году, императорское утверждение признания последовало в 1699 году. Все представители княжеской, а впоследствии и герцогской династии Ангальт-Кётена являются потомками этого неравнородного брака по любви.
В 1694 году император Леопольд I возвёл Гизелу Агнессу фон Рат в рейхсграфини Нинбургские, в 1699 году супруг Эмануэль Лебрехт передал в пожизненное личное владение супруги город, земли и дворец Нинбурга.
Герцог Эмануэль Лебрехт ещё при жизни назначил супругу опекуном сына Леопольда. После смерти Эмануэля Лебрехта в 1704 году Гизела Агнесса вступила в свои полномочия регента Ангальт-Кётена. Она защищала интересы лютеран в Кётене и основала первый лютеранский храм, а также учредила женский монастырь для дворянок. Гизела Агнесса была похоронена в кётенской церкви Святого Якова.

## Потомки
- Август Лебрехт (1693—1693)
- Леопольд (1694—1728), князь Ангальт-Кётена (1704—1728), женат на Фридерике Генриетте Ангальт-Бернбургской, затем на Шарлотте Фридерике Нассау-Зигенской
- Элеонора Вильгельмина (1696—1726), замужем за принцем Фридрихом Эрдманом Саксен-Мерзебургским (1691—1714), затем за герцогом Эрнстом Августом I Саксен-Веймарским (1688—1748)
- Август Людвиг (1697—1755), князь Ангальт-Кётена (1728—1755)
- Гизела Августа (1698—1698)
- Кристиана Шарлотта (1702—1745)